# Intakt Records
Intakt Records  ist ein Schweizer Plattenlabel mit Sitz in Zürich. Es zählt zu den führenden Labels für europäischen Free Jazz und für die daraus entstandene Neue Improvisationsmusik.

## Geschichte
Die erste Intakt-Platte „Irène Schweizer Live at Taktlos“ erschien 1986, weil sich keine Plattenfirma fand, welche die Bänder mit den Aufnahmen von Irène Schweizer vom ersten Taktlos Festival veröffentlichen wollte. Die LP wurde zu einem kleinen Verkaufserfolg: Ohne internationales Vertriebsnetz wurden gegen 2000 Exemplare verkauft.
Auch die Duo-Reihe von Irène Schweizer mit den Schlagzeugern Louis Moholo, Andrew Cyrille, Pierre Favre, Günter Sommer und Han Bennink wurde gut verkauft, und mit der Veröffentlichung der Komposition „Harmos“ von Barry Guy mit dem London Jazz Composers Orchestra landete Intakt Records schon früh einen Klassiker des Jazz.
Ende 1986 bekam Intakt Records die juristische Form eines Vereins mit nichtkommerziellem Zweck. Veröffentlicht wird hauptsächlich zeitgenössische Jazzmusik im Grenzbereich von Improvisation und Komposition. 1988 erhielt Intakt Records den Jahrespreis der deutschen Schallplattenkritik für Irène Schweizers Platte „The Storming of the Winter Palace“. 
Schon früh wurde der Kreis der veröffentlichten Musiker über die Schweiz hinaus ausgedehnt auf Musiker wie Cecil Taylor, Barry Guy, Elliott Sharp, London Jazz Composers Orchestra, Günter Sommer, Uli Gumpert. Intakt Records feierte 2005 die hundertste Platte mit einer Dreifach-CD, auf der Alexander von Schlippenbach und das Berliner Quartett Die Enttäuschung (Dörner, Mahall, Roder, Jenneßen) sämtliche Kompositionen von Thelonious Monk präsentieren. Das Werk wurde mit dem Preis der Deutschen Schallplattenkritik ausgezeichnet (Quartalsbestenliste). Zahlreiche weitere Tonträger, die bei Intakt erschienen, erhielten seitdem den Vierteljahrespreis in den Kategorien „Jazz“ oder „Grenzgänge“.
Vermehrt ist Intakt Records auch als Veranstalter tätig. Im Rahmen des 25-jährigen Jubiläums präsentierte Intakt Records neue Produktionen im Zürcher Jazzclub Moods. Weiterhin ist Intakt Records Mitveranstalter des Zürcher Jazzfestivals „Unerhört“. Im März 2012 erhielt Patrik Landolt vom New Yorker Musiker und Jazzclub-Betreiber John Zorn das Kuratorium für den New Yorker Avantgarde-Club The Stone; vom 1. bis zum 15. März 2012 trafen sich dort bei 24 Konzerten Schweizer und New Yorker Jazzgrössen aus dem Intakt-Label.
2014 feierte Intakt Records das 30-jährige Jubiläum und veröffentlichte einen Gesamtkatalog aller erhältlichen CDs. 2022 erschien eine Unternehmenschronik, die ebenfalls Abbildungen aller Produktionen enthielt.
Intakt-Gründer Patrik Landolt wurde 2010 mit dem Prix Suisseculture für seine Kulturvermittlungsarbeit geehrt und 2025 mit dem Ehrenpreis der deutschen Schallplattenkritik: „Zahlreiche Künstlerinnen und Künstler von Zürich über Berlin bis New York profitierten von seiner Begeisterung für Musik ohne stilistische Eingrenzung, von der Freiheit des Ästhetischen, die Intakt als verlagsähnlich geführtes Label mit viel Engagement bis heute vorantreibt. Ohne Patrik Landolt wäre diese Institution der Jazz-Gegenwart nicht entstanden, gewachsen und erblüht“, heißt es in der Begründung der Jury.

## Aktuelle Situation
Die Firma wird seit 2022 nicht mehr vom Gründungsmitglied Patrik Landolt geleitet, sondern von Anja Illmeier, Florian Keller und Fiona Ryan. Im Vorstand des Vereins sind Landolt, Rosmarie A. Meier sowie die Musikerin Ingrid Laubrock und der Musiker Lucas Niggli. In den letzten Jahren veröffentlichte Intakt Records jährlich sechzehn Produktionen, wobei neben den Schweizer Musikern um Irène Schweizer oder Pierre Favre vor allem Berliner Jazzmusiker um Alexander von Schlippenbach zu nennen sind. Ein weiteres Standbein sind Veröffentlichungen mit New Yorker Musikern um Oliver Lake, Andrew Cyrille oder dem in den USA lebenden Briten Fred Frith, der seit 2003 einige seiner CDs bei Intakt Records veröffentlichte. Mehr als 400 Tonträger sind bei dem Label erschienen.
Zu den Musikern bei Intakt gehören Lucas Niggli, Hans Koch, Martin Schütz, Fredy Studer, Jürg Wickihalder, Omri Ziegele, Co Streiff, Katharina Weber, Gabriela Friedli, Hans Hassler, Sylvie Courvoisier, Stefan Aeby, Christoph Irniger, Sarah Buechi, Julian Sartorius, Florian Egli, Heiri Känzig, Aki Takase, Rudi Mahall, Axel Dörner, Frank Möbus, Daniel Erdmann, Michael Griener, Uli Gumpert, Conrad Bauer, Angelika Niescier, Florian Weber, Marilyn Crispell, Elliott Sharp, Ingrid Laubrock (Blood Moon, 2020), Tom Rainey, David Murray, Jim Black, Gerry Hemingway, Chico Freeman, Stephan Crump, Mary Halvorson, Ellery Eskelin, Alexander Hawkins (UpRoot, 2017), Charlotte Greve (The Choir Invisible, 2020) und Aruán Ortiz.